# Jezioro Łowyńskie
Jezioro Łowyńskie – jezioro w woj. wielkopolskim, w powiecie międzychodzkim, w gminie Międzychód, leżące na terenie Pojezierza Poznańskiego.

## Dane morfometryczne
Powierzchnia zwierciadła wody według różnych źródeł wynosi od 23,5 ha przez 27 ha.
Zwierciadło wody położone jest na wysokości 75,7 m n.p.m. lub 76,3 m n.p.m. Średnia głębokość jeziora wynosi 1,6 m, natomiast głębokość maksymalna 6 m.

## Turystyka
Nad zachodnim brzegiem jeziora zlokalizowana jest baza obozowa hufca ZHP Poznań — Jeżyce.

## Hydronimia
Według spisu opracowanego przez Komisję Nazw Miejscowości i Obiektów Fizjograficznych (KNMiOF) nazwa tego jeziora to Jezioro Łowyńskie.